# تولیو لوی-چیویتا
تولیو لِوی-چیویتا (به ایتالیایی: Tullio Levi-Civita) ریاضی‌دانی ایتالیایی بود که بیشتر به خاطر کارهایش در حساب دیفرانسیل مطلق (حساب تانسورها) و کاربردهایش در نظریه نسبیت مشهور است.